# Rajk Szakkollégium
A Rajk Szakkollégium 1970-ben alakult a Budapesti Corvinus Egyetem (akkor Marx Károly Közgazdaságtudományi Egyetem) diákjaiból, Chikán Attila szervezésével. A kollégium az egyetemi tanulmányokon felüli oktatást nyújt a közgazdaságtan és egyéb társadalomtudományok területén.

## Rajk Lászlóról

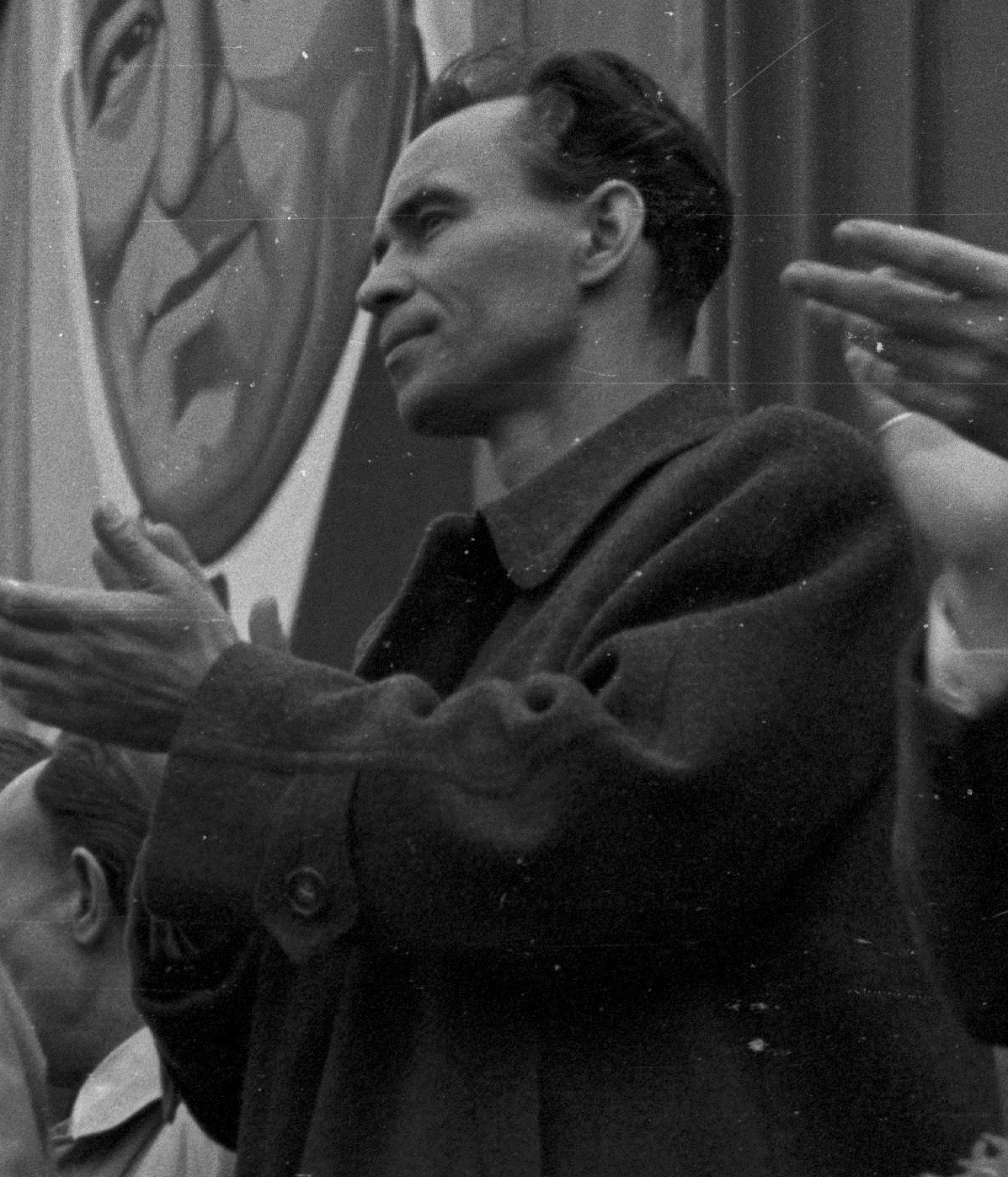
Rajk László 1947-ben

Az első időszakban az intézmény neve Marx Károly Közgazdaságtudományi Egyetem Szakkollégiuma volt, de a kollégisták később úgy döntöttek, hogy a kollégium felveszi Rajk László kommunista politikus nevét.
Rajk László egész életében elkötelezett kommunista volt. Kora gyermekkora óta szimpatizált a kommunista mozgalommal, 1930-ban csatlakozott az akkor még illegális mozgalmukhoz. Letartóztatták többször és kizárták az egyetemről nézetei miatt. A német megszállás ideje alatt a magyar ellenállás fő szervezője volt, de elfogták és Németországba hurcolták. Több évet raboskodott és halálra lett ítélve, de bátyja, a Nyilaskeresztes Párt – Hungarista Mozgalom tagjaként és a Szálasi-kormány államtitkáraként tevékenykedő Rajk Endre közbenjárására 1945. május 13-án szabadon engedték.
Hazatért Magyarországra és a Magyar Kommunista Pártban tevékenykedett. 1946. március 20-ától belügyminiszter volt, mely révén a Rákosi-diktatúra és a kommunista terror kiépítésének egyik legfontosabb szereplője volt. Ezen pozícióban eltöltött rövid idejű tevékenysége három jelentős, hírhedt dologgal jellemezhető: az addig a rendőrség részeként működő politikai rendőrséget (PRO) önálló szervezetté alakította (ÁVO, később ÁVH), „meghonosította” Magyarországon a szovjet mintájú koncepciós perek gyakorlatát, aktívan részt vállalt a kékcédulás választás megszervezésében, melyen a kommunisták csalással szerezték meg az első helyet.
1948. augusztus 5-én váltották le a Belügyminisztérium éléről, és lett külügyminiszter 1949. május 20-áig. A kommunisták közt élvezett népszerűsége miatt Rákosi Mátyás elfogatta, megkínoztatta, majd egy koncepciós per keretében halálra ítélték azzal a váddal, hogy az imperialistáknak kémkedik és együttműködik a Horthy-korszak titkosrendőrségével. 1949. október 15-én kivégezték.
Rehabilitálása után újratemették 1956. október 6-án, melyen több mint 100 ezer fős tömeg vett részt, és az esemény demonstrációba torkollott. Ez az esemény egyesek szerint az 1956. október 23-án kezdődő forradalom előfutárának tekinthető.

### Kritikák Rajk László nevének használatával kapcsolatban
A szakkollégiumot rendszeresen komoly kritikák érik amiatt, hogy több mint harminc évvel a rendszerváltás után is a hírhedt kommunista belügyminiszternek, a Rákosi-diktatúra és a kommunista terror egyik kiépítőjének, az ÁVO létrehozójának, Rajk Lászlónak a nevét viseli. 2013. október 23-án Dézsy Zoltán filmrendező „kijavította” a Rajk-kollégium homlokzatán lévő névtáblát; letakarta egy matricával a Rajk László Szakkollégium nevet, a matricán pedig az a felirat szerepelt, hogy Rajk László Áldozatainak Emlékére Szakkollégium. Az akció kapcsán azt nyilatkozta, hogy ha Rajk László nevének használata legitim, akkor ilyen alapon Rákosi Mátyás nevét is viselhetné a kollégium, hiszen neki is köszönhetőek bizonyos dolgok, például az úttörővasút – utalt Dézsy Zoltán arra a szerinte farizeus hozzáállásra, amellyel Rajk Szakkollégium vezetése védelmébe vette Rajk László nevének használatát. Dézsy szerint a véres kezű Rajk áldozatait köpi szembe az kollégium azzal, hogy ragaszkodik az elnevezéshez.
2013 novemberében Wittner Mária, az 1956-os forradalomnak az első fokon halálra ítélt szabadságharcosa, akkori fideszes országgyűlési képviselő illette komoly kritikával azt, hogy a kollégium a mai napig Rajk László nevét viseli. Wittner így fogalmazott: „Ezzel egy olyan embert dicsőítenek, akinek a neve egybeforrt a diktatúrával. Ha Marx Károly neve eltűnt az egyetem homlokzatáról és Rajk László utca sincs a fővárosban, akkor meddig hirdetheti egy kommunista gyilkos nevét a szakkollégium?” – kérdezte. A választ adó Klinghammer István akkori felsőoktatásért felelős államtitkár kijelentette, hogy a huszadik századi önkényuralmi rendszerekhez köthető elnevezések tilalmával kapcsolatban a kormány és az Országgyűlés elvégezte feladatát. Klinghammer hangsúlyozta, hogy a Magyar Tudományos Akadémia állásfoglalása alapján Rajk László neve a nem javasolt kategóriába került.
2018 júniusában Szávay István akkori jobbikos országgyűlési képviselő az Orbán Viktornak címzett azonnali kérdésében így fogalmazott: „Mi úgy gondoljuk, hogy ha önök valóban antikommunisták lennének, akkor már régen nem lenne óbudán Lukács György utca, átnevezték volna például a Fővárosi Szabó Ervin Könyvtárat, a Schönherz Zoltán Kollégiumot, a Rajk László Szakkollégiumot, vagy éppen a XIX. kerületi Károlyi Mihály Gimnáziumot.”
2020 februárjában, a kommunista diktatúra áldozatainak emléknapján a kollégium épülete előtt sajtótájékoztatót tartott a Magyar Patrióták Közösségének elnöke, Hetzmann Róbert, aki közölte, hogy egyesülete levélben kérte a kollégiumot fenntartó egyetemet: váljanak meg Rajk szellemi örökségétől. Hetzmann kiemelte, hogy 2012 óta Magyarországon törvény mondja ki: nem viselhetik közterületeket és közintézmények olyan személynek a nevét, aki XX. századi önkényuralmi politikai rendszerek megalapozásában, kiépítésében vagy fenntartásában részt vett. Márpedig Rajk László ilyen személy volt, és ezen az sem változtat, hogy saját elvtársai végeztették ki. A tiltakozók A tanú című filmből ismert Pelikán elvtárs képét ragasztották a Rajk Szakkollégium névtáblájára a kommunista diktatúra áldozatainak emléknapján – emlékeztetőül, hogy Rajk belügyminiszteresége idején fénykorát élték a koncepciós perek, amiről a kultikus film is szól.

## A kollégium működése
Politikailag aktív szerepet vállalt a kommunista diktatúra ideje alatt. Az 1980-as években több politikai fórumot szervezett, mint például a Szarvasi találkozót, mely az ellenzéki politizálás egyik legjelentősebb fóruma volt. A kollégium támogatta az 1980-as évek politikai szerveződéseit, egyes akkori tagjai segítettek a Fidesz megalakulásában.
A kollégium segítette további szakkollégiumok létrejöttét is mind Magyarországon és a határon túl, mint például a Bibó István Szakkollégium esetében Budapesten vagy a Mikó Imre Szakkollégiumot Kolozsváron.
Több belső intézmény felel a kollégium működésének egyes területeiért. A legfőbb döntéshozó szerv a Kollégiumi Gyűlés, ahol minden tag szavazhat és szemeszterenként háromszor vagy négyszer ül össze. Általános döntéshozásért az évente megválasztott Diákbizottság felel, melynek tagjai az igazgató, a nevelőtanár, a diákbizottsági titkár és hat diákbizottsági tag.
A Szakmai Munka Tanácsa felel a kurzusok szervezéséért, felügyeletéért és minden egyéb szakmai tevékenység igazgatásáért.
A kollégium több forrásból fedezi kiadásait. Az egyetemi fejkvótán túl, pályázatok útján, eseti állami és vállalati támogatásokban részesül. A kollégium rendszeresen készít tanulmányokat vállalati megrendelésekre, ebből további forrásokhoz jut. Ezen felül a Kollégiumi Gyűlés meghatároz egy tagdíjat a kollégisták számára. Továbbá az alumni szervezet támogatásai is jelentős hányadot képviselnek a kollégium finanszírozásában.

## A kollégiumi szakmai tevékenység
A kollégium különböző egyetemek oktatóit kéri fel kurzusok vezetésére, melyeken főleg a közgazdaságtan és egyéb társadalomtudományok területeivel foglalkoznak alapozó és haladó szinten egyaránt. Ezen kurzusok végén a résztvevőknek számot kell adniuk a tudásukról, melyet a kurzusvezető, egy kiválasztott opponens és a Szakmai Munka Tanácsa bírál el szakmai és formai követelmények mentén. A tagok kutatási tevékenységet is folytathatnak egyénileg vagy csoportosan, melyet a Szakmai Munka Tanácsa támogat. A Tudományos Diákköri Konferencián való részvétel feltétele a szakkollégiumi plakett megszerzésének.
A fő szakmai tevékenységen túl, heti rendszerességgel nyílt előadások és fórumbeszélgetések szerveződnek a kollégiumban tudományos, társadalmi és politikai témakörökben, gyakran Magyarország aktuális kérdéseire reagálva.
A Rajk Szakkollégium ezen felül konferenciák megszervezésében is részt vesz éves gyakorisággal, melyek közül a legjelentősebb a KEK (Közép Európai Konferencia). A KEK a térséget aktuálisan érintő problémákat tárgyalja nemzetközi diákok részvételével.

## Neumann János-díjról
A Rajk Szakkollégium 1994-ben Neumann Jánosról elnevezett új szakmai kitüntetést alapított. A Neumann János-díjat a szakkollégium 1995 óta olyan tudósoknak adományozza, akik kiemelkedő hozzájárulást tettek az egzakt társadalomtudományokhoz, és ezen keresztül jelentős hatást gyakoroltak a kollégisták szakmai fejlődésére és gondolkodására.
A díjat évente legfeljebb egyszer a Kollégiumi Gyűlés ítéli oda egy választott szakmai testület jelölése alapján. Ezt követően a szakkollégium vendégül látja a díj kitüntetettjét, aki a neki megfelelő időpontban egy előadást vagy előadássorozatot (Neumann Lecture-t) tart. Ennek alkalmából a meghívott tudósnak egy Neumann János munkásságát szimbolizáló emlékplakettet ad át a kollégium.

## Herbert Simon-díjról
"A Herbert Simon-díjat 2004-ben alapította a Rajk László Szakkollégium. A kollégium tagsága azon elméleti szakembereket kívánja ezzel a díjjal elismerni, akiknek a munkássága kiemelkedő mértékben járult hozzá a gyakorlati gazdasági problémák megoldásához, valamint jelentősen hatottak a kollégisták szakmai fejlődésére, gondolkodására. A díj névadója, Herbert Simon igazi polihisztor volt – szerzőtársa, Cyert szerint „olyan emberi világunkban, aki a legközelebb került az arisztotelészi vagy a reneszánsz ember ideáljához” (The New York Times, 1978. november 17., 8.). A szervezeten belüli döntési folyamatokat kutató munkáját 1978-ban Nobel-díjjal ismerték el. Kiemelkedő kutatási eredményeket ért el a problémamegoldás pszichológiájában és az emberi kreatív folyamatok számítógépes szimulációja terén. A korlátozott racionalitás elméletének kidolgozásával kétségbe vonta korának egyik legalapvetőbb közgazdasági alapfeltevését, a racionális gazdasági ember létezését. 1988-as magyarországi látogatása során a Rajk László Szakkollégiumban is üdvözölhettük. A kollégium több mint egy évtizede jutalmazza az egzakt társadalomtudományok terén alkotó kiemelkedő tudósokat az 1994-es alapítású Neumann János-díjjal, azonban emellett az utóbbi években a kollégiumon belül is megnőtt az üzleti tudományok, a „business” irányvonal iránt érdeklődők száma, így felmerült egy új díj megalapításának ötlete, melyet aztán többévnyi érlelődés után 2004-ben fogadott el a Kollégiumi Gyűlés. A Herbert Simon-díj nem titkolt célja, hogy mind szellemiségében, mint presztízsében a Neumann János-díj méltó párja legyen. Világhírű tudósok fogadása mindig nagy esemény a kollégiumban. A Herbert Simon-díjhoz hozzátartozik, hogy a díjazott előadást és mesterkurzust tart a kollégiumban, emellett a kollégisták egy gyűjteményt készítenek és fordítanak le magyarra az adott professzor műveiből. "

Részlet James G. March: Szervezeti tanulás és döntéshozatal c. könyv előszavából (írta: Nagy András), 2005. Alinea Kiadó-Rajk László Szakkollégium

## Andorka Rudolf-medálról
Az Andorka Rudolf-medált 2020-ban alapított a Szakkollégium, hogy a Neumann János-, és a Herbert Simon-díj mintájára a tágabban vett társadalomtudományok terén (szociológia, politológia, nemzetközi tanulmányok) "olyan tudósoknak adományozza, akik kiemelkedően járultak hozzá a társadalomtudományokhoz, és ezen keresztül jelentős hatást gyakoroltak a szakkollégisták szakmai fejlődésére és gondolkodására."
Az Andorka Rudolf-medál korábbi díjazottjai:
- Philippe Bourgeois
- Nancy Fraser